# Котяча змія іранська
Котяча змія іранська (Telescopus rhinopoma) — вид змій родини полозових (Colubridae). Поширений у Центральній і Південній Азії. Мешканець аридних передгірських ландшафтів. Умовно отруйна змія (реальної небезпеки для людини не становить). 

## Опис
Досить велика змія. Довжина тіла (L. — довжина тіла від кінчика морди до клоаки) може сягати 140 см. Хвіст (L.cd.) відносно короткий: співвідношення  L./L.cd. складає 4,5—5,5. Тулуб дещо сплощений в латеральній площині. Голова велика, широка, добре відмежована від шиї. Очі середнього розміру, зіниці вертикальні. Зуби на верхньощелепній кістці поступово зменшуються в напрямі вглиб пащі; два задніх борозенчастих зуби значно більші за попередні зуби і відділені від них невеликим проміжком. Задні зуби є частиною отруйного апарату змії — через рани, нанесені цими зубами, у тіло жертви потрапляє отрута. Отруйні залози розташовані над верхніми щелепами позаду очей.
Тіло вкрите відносно гладенькою лускою. Навколо тулуба (G.) 23 луски, рідко 22 або 24. Черевних щитків (Ventr.) 259—282, підхвостових щитків (Scd.) — 71—84 пар. Анальний щиток розділений. Верхня сторона голови вкрита великими симетричними щитками. Ширина лобного щитка по лінії, що з'єднує центри очей, більш ніж у 2 рази перевищує ширину надочноямкових щитків в цьому ж місці. Виличний щиток довгий й своїм звуженим заднім краєм торкається очей. Верхньогубних щитків 10, рідше 8 або 9, два з них торкаються ока. Скроневі щитки (Temp.) виражені слабо.
Забарвлення верхньої сторони тулуба блакитно-сіре. Поперек спини проходять рудувато-коричневі широкі плями неправильної форми. Черево сірувато-сталевого кольору без плям. На поверхні голови розташовані дрібні темні цятки й крапочки. 

## Поширення
Вид поширений в Ірані, Афганістані, Пакистані. Іноді зустрічається на півдні Туркменістану (Копетдаг).

## Особливості біології
Населяє кам'янисті схили з деревно-чагарникової рослинністю, передгірські горби та гірські ущелини. Зустрічається до висоти 600—700 м над рівнем моря. Змія зазвичай активна вночі. 
Живиться дрібними хребетними. При цьому спочатку кусає жертву отруйними зубами і потім душить її, обвиваючи кільцями тіла.
Належить до яйцекладних змій. Самиця відкладає до 4 яєць. 

## Охорона
Котяча змія іранська належить до найрідкісніших азійських змій. Її біологія маловивчена, а стан більшості природних популяцій виду в межах ареалу залишається невизначеним. Саме тому він, згідно Червоного списку МСОП, отримав охоронний статус «брак даних про вид». Вид занесений до Червоної книги Туркменістану. Охороняється в Копетдазькому природному заповіднику.

## Практичне значення
Котяча змія іранська належить до групи умовно отруйних змій. Її отрута відносно малотоксична і діє переважно на холоднокровних тварин, тому не становить реальної небезпеки для людини. При її укусі спостерігаються легкі симптоми отруєння (набряк, біль, місцеві капілярні крововиливи), які після надання первинної медичної допомоги протягом кількох днів зникають. 